# منطقة شمال القوقاز الفيدرالية
منطقة شمال القوقاز الفيدرالية (باللغة الروسية: Северо-Кавка́зский федера́льный о́круг)، واحدة من ثمانية مناطق فيدرالية روسيّة، والتي أخرجت من منطقة فيدرالية جنوبية بأمر من الرئيس الروسي في 19 يناير 2010 م. وتقع في جنوب القسم الأوروبي من روسيا في قسمي الوسطي والشرقي لشمال القوقاز.

 وهو أصغر منطقة فيدرالية روسية.

 المركز الإداري للمنطقة هي مدينة بياتيغورسك.

## الكيانات الفيدراليّة التي تدخل في المنطقة
| North Caucasian Federal District | North Caucasian Federal District | North Caucasian Federal District                       | North Caucasian Federal District |
| №                                | العلم                            | الكيان الفيدرالي                                       | العاصمة/المركز                   |
| -------------------------------- | -------------------------------- | ------------------------------------------------------ | -------------------------------- |
| 1                                |                                  | داغستان (Республика Дагестан)                          | محج قلعة (Махачкала)             |
| 2                                |                                  | إنغوشيتيا (Республика Ингушетия)                       | ماغاس (Магас)                    |
| 3                                |                                  | قبردينو - بلقاريا (Кабардино-Балкарская Республика)    | نالتشيك (Нальчик)                |
| 4                                |                                  | قراتشاي - تشيركيسيا (Республика Карачаево-Черкесия)    | تشيركيسك (Черкесск)              |
| 5                                |                                  | أوسيتيا الشمالية - ألانيا (Республика Северная Осетия) | فلاديقوقاز (Владикавказ)         |
| 6                                |                                  | ستافروبول كراي (Ставропольский край)                   | ستافروبول (Ставрополь)           |
| 7                                |                                  | الشيشان (Чеченская Республика)                         | غروزني (Грозный)                 |

## روابط خارجيّة
- الموقع الرسمي للمنطقة شمال القوقاز الفيدرالي (باللغة الروسية)